# Guntbert Warns
Guntbert Warns (* 5. August 1959) ist ein deutscher Schauspieler, Sänger und Regisseur.

## Leben
Warns lebt und arbeitet hauptsächlich in Berlin. Die Ausbildung als Schauspieler erhielt der Pastorensohn an der Hochschule für Musik und Theater Hannover. Neben diversen Kino- und Fernsehrollen spielt Guntbert Warns häufig an Theatern in Deutschland und Europa, unter anderem am Schillertheater und an der Komischen Oper in Berlin sowie in Theatern in Hamburg, Wien, Paris und Basel.
1990 gründete Warns zusammen mit Heinz Werner Kraehkamp das Berliner Kabarett Die Bastarde, das bis 1994 existierte.
Seit 2012 gehört Warns dem offenen Ensemble des Berliner Renaissance-Theaters an; zur Spielzeit 2020/2021 wird er neuer Intendant des Renaissance-Theaters.
Warns ist verheiratet und hat drei Kinder. Neben Französisch und Italienisch spricht Warns auch Berlinerisch, Ruhrpott und Westfälisch.

## Filmografie

### Kino
- 1985: Der 4 1/2 Billionen Dollar Vertrag (The Holcroft Covenant)
- 1988: Der Passagier – Welcome to Germany
- 1992: Der Erdnußmann
- 2000: Maximum Speed
- 2004: Invasion of the Planet Earth
- 2006: Valerie
- 2011: Der Preis – Regie: Elke Hauck
- 2012: Die Vermessung der Welt

### Fernsehen
- 1981: Tatort – Der unsichtbare Gegner
- 1986: Tatort – Tödliche Blende
- 1986: Ein Heim für Tiere (Fernsehserie, eine Folge)
- 1987: Tatort – Spielverderber
- 1990: Tatort – Zeitzünder
- 1992: Sie und Er
- 1992: Ungelöste Geheimnisse
- 1994–2000: Der Havelkaiser
- 1995–2000: Die Straßen von Berlin
- 1996: Du bist nicht allein – Die Roy Black Story
- 1997: Die Rettungsflieger
- 1998: Totalschaden (Fernsehfilm)
- 2001: Ein Vater zum Verlieben
- 2001: Klassentreffen – Mordfall unter Freunden
- 2002: Polizeiruf 110 – Vom Himmel gefallen
- 2002: Bloch – Ein begrabener Hund
- 2002: Weihnachtsmann gesucht
- 2004: Der Bulle von Tölz: Süße Versuchung
- 2004: Meine schönsten Jahre
- 2004: Sabine!
- 2004: Liebe ohne Rückfahrschein
- 2005: Der zweite Blick
- 2006: Im Tal der wilden Rosen: Was das Herz befiehlt
- 2007: Mitten im Leben
- 2007: Zwei vom Blitz getroffen
- 2007: Notruf Hafenkante – Bittere Wahrheiten
- 2007: Die Deutschen – Barbarossa und der Löwe
- 2007: Der Staatsanwalt – Heiliger Zorn
- 2007: Zeit zu leben
- 2008: Tatort – Tod einer Heuschrecke
- 2009: Schicksalstage in Bangkok
- 2011: Tatort – Grabenkämpfe
- 2013: Turbo & Tacho
- 2013: Tatort – Summ, Summ, Summ
- 2015: Morden im Norden – Ausgekocht
- 2015: SOKO Wismar – Die Spur der Nachtigall
- 2017: Heldt – Die Lehrer, die ich rief
- 2018: Gladbeck
- 2019: Scheidung für Anfänger

### Einzelne Serienauftritte
- 1993/1998: Wolffs Revier
- 1994/2004: Die Kommissarin
- 1999: Ritas Welt – Folge: Ein komischer Heiliger
- 2003/2005: Ein Fall für Zwei
- 2000/2005: Nikola
- 2001/2006/2007/2011:  Alarm für Cobra 11 – Die Autobahnpolizei (4 Folgen)
- 2010: Kommissar LaBréa – Mord in der Rue St. Lazare (Krimireihe, Folge 2)
- 2011: Der letzte Bulle (Fernsehserie) – Folge: Mord auf Distanz
- 2012: Der Dicke
- 2023: Bettys Diagnose – Folge: Verschossen

## Hörspiele (Auswahl)
- 2011: Dirk Josczok: Heldentod, DLR Kultur
- 2012: Dirk Josczok: Zahltag, DLR Kultur
- 2012: Karl May: Der Schatz im Silbersee (Old Shatterhand) – Komposition: Martin Böttcher, Bernd Keul, Regie: Hans Helge Ott (Live-Musikhörspiel aus dem ZKM Karlsruhe – SWR u. a., 2013 auch auf CD: SWR Edition 2013)
- 2013: Dirk Josczok: Niemandskind, DLR Kultur
- 2014: Esther Dischereit: Blumen für Otello – Regie: Giuseppe Maio (DKultur)
- 2014: Dirk Josczok: Menschlos, DLR Kultur
- 2015: Dirk Josczok: Verräter, DLR Kultur
- 2017: Dirk Josczok: Mündig, DLR Kultur
- 2018: Dirk Josczok: Schwarzblut, DLF Kultur

## Auszeichnungen
- 1994: Großer Hersfeld-Preis
- 2010: Goldener Vorhang (Publikumspreis des Berliner Theaterclubs) für das Songdrama Ewig Jung (Renaissance-Theater, Berlin)